# Première Nation de Kebaowek
Cet article concerne la bande indienne. Pour la réserve indienne, voir Kebaowek.
La Première Nation de Kebaowek, officiellement Kebaowek First Nation et aussi appelée Eagle Village First Nation - Kipawa, est une Première Nation algonquine du Québec, au Canada. Elle possède une réserve, Kebaowek, qui est enclavée par la municipalité de Kipawa. En 2016, elle compte une population inscrite de 991 membres, dont moins d'une centaine habite sur la réserve. La Première Nation est gouvernée par un conseil de bande appelé Conseil de bande de la Première Nation de Kebaowek - Kipawa (en anglais : Band Council of Kebaowek First Nation - Kipawa). La nation est affiliée au Conseil tribal de la Nation algonquine Anishinabeg.

## Démographie
Les membres de la Première Nation de Kebaowek sont des Algonquins. En novembre 2016, la bande avait une population inscrite totale de 991 membres dont 91,3% vivent hors réserve. Selon le recensement de 2011 de Statistique Canada, sur une population totale de 285 personnes, l'âge médian de la population est de 39,1 ans.

## Géographie

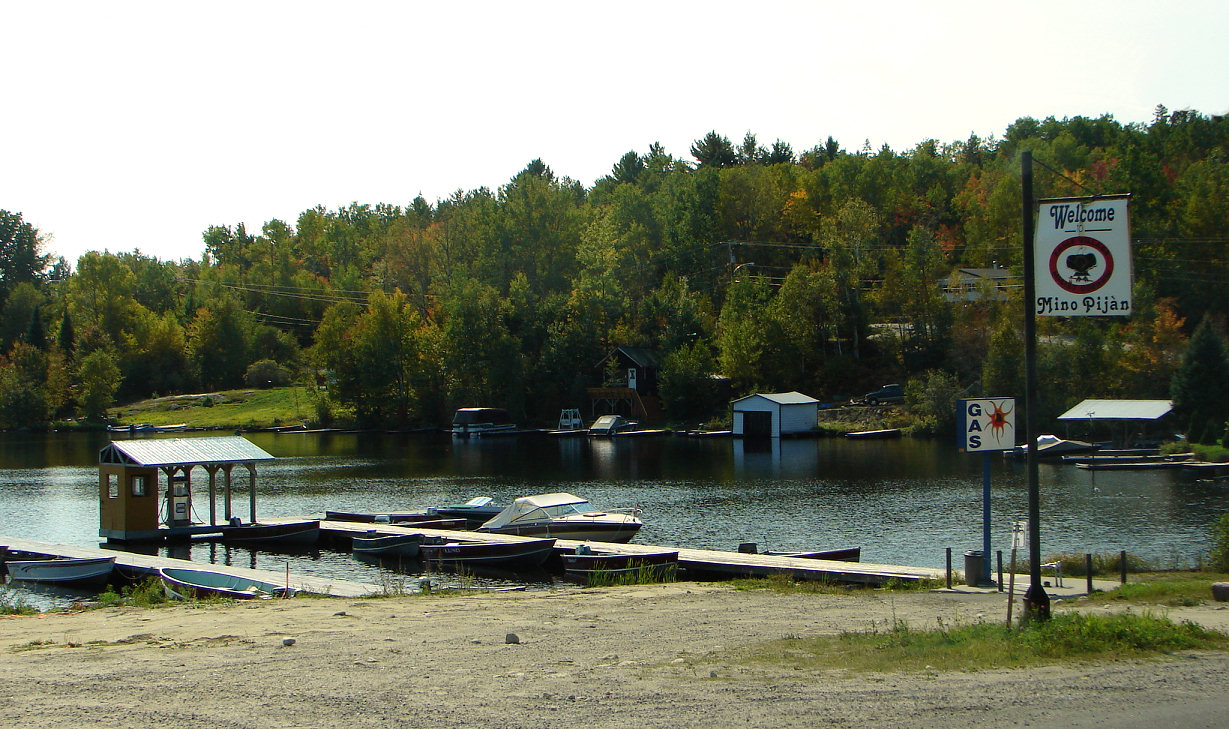
La réserve de Kebaowek.

La Première Nation de Kebaowek a une seule réserve indienne, Kebaowek, dont le nom officiel est Eagle Village First Nation - Kipawa, située à 40 km au nord de Timiskaming et couvrant une superficie de 20,9 hectares. En fait, la réserve de Kebaowek est enclavée par la municipalité de Kipawa. Le centre de services situé le plus près est Ville-Marie et la ville importante la plus proche est Rouyn-Noranda.

## Langue
Selon le recensement de 2011 de Statistique Canada, sur une population totale de 285 personnes, tous les membres de la Première Nation de Kebaowek ne connaissent pas de langue autochtone. Toute sa population connaît l'anglais et près du tiers connaît également le français.

## Gouvernement
La Première Nation de Kebaowek est gouvernée par le Conseil de bande de la Première Nation de Kebaowek - Kipawa, un conseil de bande élu selon un système électoral basé sur la section 11 de la Loi sur les Indiens. Pour le mandat de 2015 à 2017, ce conseil est composé du chef Lance Haymond et de trois conseillers. Elle est affiliée au Conseil tribal de la Nation algonquine Anishinabeg.